# 维滕德普
维滕德普（德語：Wittendörp）是德国梅克伦堡-前波美拉尼亚州的一个市镇。总面积104.59平方公里，总人口2967人，其中男性1548人，女性1419人（2011年12月31日），人口密度28人/平方公里。